# Alexander Espinoza
Alexander Espinoza (Limón, 4 de febrero de 1985) es un futbolista costarricense. Juega como mediocentro ofensivo en el Limón Black Star de la Segunda División de Costa Rica.

## Trayectoria
Alexander ha militado con el equipo de Limón F.C. desde las divisiones menores, fue parte del equipo que logró el ascenso a la Primera División de Costa Rica en el año 2010, desde ese entonces se ha mantenido en el conjunto de la "Tromba del Caribe" a pesar de los problemas económicos que ha afrontado la institución.
Suma un total de 339 partidos, con 31 anotaciones y 8 asistencias con el Limón F.C.
Después de pasar 11 años con el Limón F.C, el 1 de julio de 2021 pasa a jugar con Marineros de Puntarenas de la Segunda División de Costa Rica.
El 1 de julio de 2022, regresa a la zona del Caribe, con el nuevo equipo de Limón Black Star, que compró la franquicia de Marineros de Puntarenas.
El 30 de julio de ese mismo año, debuta con el Limón Black Star en segunda división, contra el Municipal Turrialba, en el que aparece en la alineación titular con los limonenses en el que obtienen el primer empate 1-1.

## Estadísticas
Actualizado al último partido jugado el 6 de agosto de 2022.
| Club                                                                             | Div.          | Temporada     | Liga  | Liga  | Liga   | Copas nacionales | Copas nacionales | Copas nacionales | Copas internacionales | Copas internacionales | Copas internacionales | Total | Total | Total  |
| Club                                                                             | Div.          | Temporada     | Part. | Goles | Asist. | Part.            | Goles            | Asist.           | Part.                 | Goles                 | Asist.                | Part. | Goles | Asist. |
| -------------------------------------------------------------------------------- | ------------- | ------------- | ----- | ----- | ------ | ---------------- | ---------------- | ---------------- | --------------------- | --------------------- | --------------------- | ----- | ----- | ------ |
| Limón F.C · Costa Rica                                                           |               |               |       |       |        |                  |                  |                  |                       |                       |                       |       |       |        |
| 1.ª                                                                              | 2010-11       | 21            | 2     | 1     | 0      | 0                | 0                | 0                | 0                     | 0                     | 21                    | 2     | 1     |        |
| 1.ª                                                                              | 2011-12       | 22            | 0     | 1     | 0      | 0                | 0                | 0                | 0                     | 0                     | 22                    | 0     | 1     |        |
| 1.ª                                                                              | 2012-13       | 22            | 2     | 0     | 0      | 0                | 0                | 0                | 0                     | 0                     | 22                    | 2     | 0     |        |
| 1.ª                                                                              | 2013-14       | 25            | 3     | 2     | 1      | 0                | 0                | 0                | 0                     | 0                     | 26                    | 3     | 2     |        |
| 1.ª                                                                              | 2014-15       | 29            | 1     | 1     | 1      | 0                | 0                | 0                | 0                     | 0                     | 30                    | 1     | 1     |        |
| 1.ª                                                                              | 2015-16       | 35            | 1     | 0     | 0      | 0                | 0                | 0                | 0                     | 0                     | 35                    | 1     | 0     |        |
| 1.ª                                                                              | 2016-17       | 41            | 1     | 0     | 0      | 0                | 0                | 0                | 0                     | 0                     | 41                    | 1     | 0     |        |
| 1.ª                                                                              | 2017-18       | 36            | 4     | 0     | 0      | 0                | 0                | 0                | 0                     | 0                     | 36                    | 4     | 0     |        |
| 1.ª                                                                              | 2018-19       | 35            | 8     | 1     | 0      | 0                | 0                | 0                | 0                     | 0                     | 35                    | 8     | 1     |        |
| 1.ª                                                                              | 2019-20       | 38            | 3     | 1     | 0      | 0                | 0                | 0                | 0                     | 0                     | 38                    | 3     | 1     |        |
| 1.ª                                                                              | 2020-21       | 33            | 6     | 1     | 0      | 0                | 0                | 0                | 0                     | 0                     | 33                    | 6     | 1     |        |
| Total club                                                                       | Total club    | 337           | 31    | 8     | 2      | 0                | 0                | 0                | 0                     | 0                     | 339                   | 31    | 8     |        |
| Limón B.S · Costa Rica                                                           |               |               |       |       |        |                  |                  |                  |                       |                       |                       |       |       |        |
| 2.ª                                                                              | 2022-23       | 2             | 0     | 0     | 0      | 0                | 0                | 0                | 0                     | 0                     | 2                     | 0     | 0     |        |
| Total club                                                                       | Total club    | 2             | 0     | 0     | 0      | 0                | 0                | 0                | 0                     | 0                     | 2                     | 0     | 0     |        |
| Total carrera                                                                    | Total carrera | Total carrera | 339   | 31    | 8      | 2                | 0                | 0                | 0                     | 0                     | 0                     | 401   | 31    | 8      |
| 1. 2. Fuente:Transfermarkt - Nota: Se incluyen partidos de Play-off de descenso. |               |               |       |       |        |                  |                  |                  |                       |                       |                       |       |       |        |

## Palmarés

#### Títulos nacionales
| Título                         | Club              | País       | Año  |
| ------------------------------ | ----------------- | ---------- | ---- |
| Segunda División de Costa Rica | Limón Fútbol Club | Costa Rica | 2010 |

### Distinciones individuales
| Distinción                                                      | Año  |
| --------------------------------------------------------------- | ---- |
| Incluido en el Once ideal del Torneo Apertura 2020 (Jornada 12) | 2020 |